# Barbro Lönnkvist
Barbro Lönnkvist, född den 22 juni 1959, är en svensk orienterare som blev världsmästarinna i stafett 1981, hon blev svensk mästarinna i stafett 1981 och 1996 samt på långdistans 1986. Hon har även tagit tre silvermedaljer och en bronsmedalj vid de nordiska mästerskapen.
Hon är gift med den före detta elitorienteraren Lars Lönnkvist och mor till elitorienteraren Jenny Lönnkvist.